# Bauministerium der Litauischen SSR
Das Bauministerium der Litauischen Sozialistischen Sowjetrepublik (lit. Lietuvos TSR statybos ministerija) ist ein ehemaliges Ministerium und war bis zum 26. Oktober 1990 für die Baupolitik der Litauischen Sozialistischen Sowjetrepublik zuständig. Die neue Satzung wurde  von Lietuvos TSR Ministrų Taryba mit der Verordnung vom 11. Mai 1987  bestätigt. Danach wurde das Bauministerium in das Ministerium für Bau und Urbanistik der Republik Litauen eingegliedert.

## Minister
- 1962–1979: Romualdas Sakalauskas (1928–2015)

## Vizeminister
- 1948–1951: Vytautas Kriščiūnas (1908–1991)
- 1990: Vytautas Parčiauskas (* 1934), Architekt
- 1980–1990: Algirdas Vapšys (1933–2021)